# 甘蔗胸粉介殼蟲
甘蔗胸粉介殼蟲（学名：Eumyrmococcus smithii）为粉介殼蟲科胸粉介殼蟲屬下的一个种。